# Haiku
Haiku (俳句, ouçaⓘ) é uma forma curta de poesia japonesa. É tradicionalmente caracterizada por três aspectos:
- A essência do haiku é o "corte" (kiru).[1] Isto é geralmente representado pela justaposição de duas imagens ou ideias e um kireji ("palavra que corta") entre elas,[2] um tipo de marca de pontuação verbal que sinaliza o momento da separação e destaca a maneira pela qual os elementos justapostos são relacionados.
- O haiku tradicional consiste de 17 on (também conhecida como mora), em três frases de 5, 7 e 5 on respectivamente,[3] embora existam autores críticos com a distribuição de sílabas como Vicente Haya ou Jaime Lorente.[4][5]

- Um kigo (referência sazonal), normalmente gerado de um saijiki, uma lista extensiva e definitiva de tais palavras.

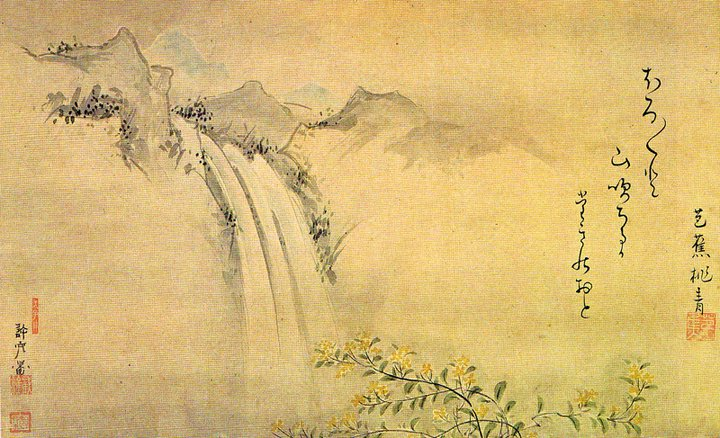
Haiku por Matsuo Bashō: pétala a pétala / caem rosas amarelas – / o som da cascata (tradução de Leonilda Isidoro Alfarrobinha)

O haiku japonês moderno (現代俳句, gendai-haiku) está gradativamente usando menos a tradição de 17 on ou usando a natureza como assunto, mas o uso da justaposição continua em voga tanto no haiku tradicional quanto no moderno. Há uma percepção comum, embora relativamente recente, de que as imagens justapostas devem ser objetos ou ocorrências diretamente observados no dia a dia.
Em japonês, os haikus são tradicionalmente impressos em uma linha vertical única, enquanto o haiku ocidental geralmente aparece em três linhas paralelas, uma para cada das três frases do haiku japonês.
Anteriormente chamado de hokku, o haiku recebeu seu nome atual pelo escritor japonês Masaoka Shiki no final do século XIX.

## Sílabas ouonno haiku
Em comparação com os versos ocidentais geralmente caracterizados por uma métrica silábica, o verso japonês conta as unidades de som conhecidas como "on" ou mora. O haiku tradicional consiste de 17 on, em três frases de cinco, sete e cinco on respectivamente. Entre os poemas contemporâneos teikei (定型 forma fixa), o haiku continua a usar o padrão 5-7-5 enquanto o haiku jiyuritsu (自由律 forma livre) não usa. Um dos exemplos abaixo ilustra que os mestres do haiku tradicional nem sempre se restringem ao padrão 5-7-5.
Embora a palavra "on" seja traduzida às vezes como "sílaba", um "on" é contado para uma sílaba curta, dois para uma vogal alongada ou ditongo e uma para uma sílaba terminada em n. Assim, a palavra "haibun," é contada como duas sílabas no português e é contada como quatro on no japonês (ha-i-bu-n), enquanto a própria palavra "on", que os falantes de português veriam como uma sílaba única, compreende dois on: a vogal curta o e o som n̩. Isto é ilustrado pelo exemplo do Issa haiku abaixo, que contém 17 on mas apenas 15 sílabas.
A palavra onji (音字; "símbolo de som") é algumas vezes usado para se referir a unidades de som japoneses em português  embora esta palavra não seja mais utilizada no japonês. No japonês, cada on corresponde a um caractere kana (ou às vezes dígrafos) e portanto o ji (ou "caractere") é às vezes usado como unidade de contagem.
Em 1973, a Sociedade de Haiku da América observou que a norma para os escritores de haikai em inglês era usar 17 sílabas, mas eles também observaram uma tendência de haikais mais curtos.

## Kigo
Um haiku tradicionalmente contém um kigo, uma palavra ou frase definida que simboliza ou implica a estação do poema, que é tirada de um saijiki, uma lista extensiva e definida de tais palavras.
Os kigo são geralmente na forma de metonímia e pode ser difícil para aqueles sem referências culturais japonesas captar a ideia. Os exemplos abaixo de Bashō incluem "kawazu", "sapo" implicando primavera, e "shigure", um banho de chuva no final do outono ou começo do inverno. Os kigo nem sempre são incluídos em haikus não japoneses ou por escritores modernos da "forma livre" do haiku japonês.

## Kireji
No haiku japonês, um kireji, ou palavra de corte, normalmente aparece no final de uma das três frases do verso. Um kireji preenche um papel um tanto semelhante a uma caesura na poesia clássica ocidental ou a uma volta em sonetos. Dependendo de qual palavra de corte é escolhida, e sua posição dentro do verso, ele pode cortar brevemente a corrente de pensamento, sugerindo um paralelo entre as frases antecedente e posterior, ou pode fornecer um fim digno, concluindo o verso com um sentido de encerramento.
A qualidade estética fundamental tanto do hokku quanto do haiku é a autossuficiência, independente do contexto, e será considerado como uma obra completa. O kireji empresta o apoio estrutural do verso, permitindo-o permanecer como um poema independente. O uso do kireji distingue o haiku e o hokku do segundo verso e subsequentes do renku que, embora eles possam empregar uma disjunção semântica e sintética, mesmo ao ponto de ocasionalmente terminar uma frase com um shūjoshi (終助詞 partícula de fim de sentença), geralmente não recorre ao kireji.
Em português, como o kireji não possui um equivalente direto, os poetas algumas vezes usam pontuação como um traço ou reticências, ou uma pausa implícita para criar uma justaposição que levaria o leitor a refletir sobre a relação entre as duas partes.
O kireji nos exemplos de Bashō "velha lagoa" e "o vento no Monte Fuji" são ambos "ya" (や). Nenhum dos outros exemplos de Bashō nem o exemplo de Issa contêm um kireji, embora eles façam um equilíbrio do fragmento nos primeiros cinco on contra uma frase nos outros 12 on (pode não ser aparente a partir da tradução em português do Issa que os primeiros cinco on signifiquem "chuva de Edo").

## Exemplos
O mais conhecido haiku japonês  é a "velha lagoa" de Matsuo Bashō':
erro em {{japonês}}: Texto em japonês ou romaji necessário (ajuda)
ふるいけやかわずとびこむみずのおと (Transliterado em 17 hiraganas)
furuike ya kawazu tobikomu mizu no oto (transliterado em romaji)
Eles se separam como on desse modo:
fu-ru-i-ke ya (5)
ka-wa-zu to-bi-ko-mu (7)
mi-zu no o-to (5)
Tradução:
velha lagoa . . .
um sapo salta nela
o som da água
Uma tradução alternativa, que preserva a contagem de sílabas no inglês ao custo de tomar uma liberdade maior com o sentido:
na velha lagoa
um sapo pula na água
uma profunda ressonância
Outro haiku de Bashō:
erro em {{japonês}}: Texto em japonês ou romaji necessário (ajuda)
はつしぐれさるもこみのをほしげなり
hatsu shigure saru mo komino wo hoshige nari
Ele se separa em on como:
ha-tsu shi-gu-re (5)
sa-ru mo ko-mi-no wo (7)
ho-shi-ge na-ri (5)
Tradução:
o primeiro banho gelado
mesmo os macacos parecem querer
um pequeno casaco de palha
Este haikai de Bashō ilustra que ele nem sempre se restringia ao padrão de 5-7-5 on. Ele contém 18 on no padrão 6-7-5 ("ō" ou "おう" é tratado como dois on.)
erro em {{japonês}}: Texto em japonês ou romaji necessário (ajuda)
ふじのかぜやおうぎにのせてえどみやげ
fuji no kaze ya ōgi ni nosete Edo miyage
Ele se separa em "on" como:
fu-ji no ka-ze ya (6)
o-o-gi ni no-se-te (7)
e-do mi-ya-ge (5)
Tradução:
o vento do Monte Fuji
eu trouxe o meu leque!
uma lembrança de Edo
Este haikai de Issa ilustra que os 17 on japoneses nem sempre se igualam às sílabas em português ("nan" conta como dois on e "nonda" como três).
erro em {{japonês}}: Texto em japonês ou romaji necessário (ajuda)
えどのあめなんごくのんだほととぎす
edo no ame nan goku nonda hototogisu
Ele se separa em "on" como,
e-do no a-me (5)
na-n go-ku no-n-da (7)
ho-to-to-gi-su (5)
Tradução:
quantos galões
da chuva de Edo você bebeu?
cuco

## Origem e desenvolvimento

### De renga a renku e haiku
Hokku é a estrofe de abertura de um poema ortodoxo colaborativo, ou renga, e de seu derivado posterior, o renku (ou haikai no renga). Na época de Matsuo Bashō (1644–1694), o hokku havia começado a aparecer como um poema independente e foi também incorporado no haibun (uma combinação de prosa e hokku), e haiga (uma combinação de pintura com hokku). No final do século XIX, Masaoka Shiki (1867–1902) renomeou o hokku independente como haiku. Este último termo é agora geralmente aplicado retrospectivamente a todos os hokkus que aparecem independentemente do renku ou do renga, independente de quando eles foram escritos, sendo que o uso do termo hokku para descrever um poema independente é considerado obsoleto.

### Bashō
No século XVII, surgiram dois mestres que elevaram o haikai e lhe deram uma nova popularidade. Eles eram Matsuo Bashō (1644–1694) e Ueshima Onitsura [ja] (1661–1738). Hokku é o primeiro verso do haikai ou renku colaborativo, mas sua posição como o verso de abertura tornou-o o mais importante, definindo o tom para toda a composição. Mesmo o hokku tendo aparecido às vezes individualmente, eles eram sempre entendidos no contexto do renku. A escola de Bashō promoveu o hokku independente ao incluir muitos deles em suas antologias, assim dando origem ao que hoje é chamado de "haiku".  Bashō também usou seu hokku como pontos de torque dentro de seus esboços de prosa curta e diários de viagem mais longos. Este subgênero do haikai é conhecido como haibun. Sua obra mais conhecida, Oku no Hosomichi, ou Estradas Estreitas para o Interior, é considerada como um dos clássicos da literatura japonesa e foi traduzido para outras línguas.
Bashō foi deificado tanto pelo governo imperial quanto por instituições religiosas xintoístas cem anos após sua morte por ele ter elevado o gênero haikai de um jogo lúdico para uma poesia sublime. Ele continua a ser reverenciado como um santo da poesia no Japão e é o nome da literatura clássica japonesa que é familiar em todo o mundo.

### Buson

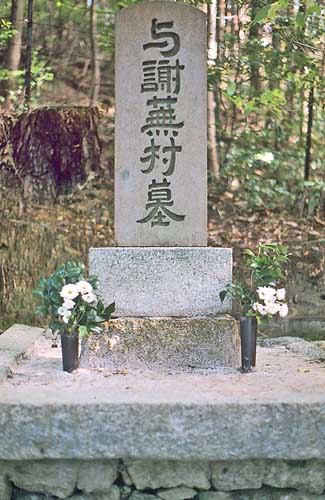
Túmulo de Yosa Buson

O próximo estilo famoso de haikai a surgir foi o de Yosa Buson (1716–1783) e outros como Kitō, chamado de estilo Tenmei após a Era Tenmei (1781–1789) no qual ele foi criado.
Buson é reconhecido como um dos maiores mestres do haiga (uma forma de arte na qual a pintura é combinada com o haiku ou a prosa haikai). Sua afeição pela pintura pode ser vista no estilo pictórico de seu haikai.

### Issa
Nenhum novo estilo popular surgiu após Buson. No entanto, uma abordagem muito individualista, e ao mesmo tempo humanista, de escrever haikai foi demonstrado pelo poeta Kobayashi Issa (1763–1827), cuja infância miserável, pobreza, vida triste e devoção à seita Terra Pura do budismo são evidentes em sua poesia. Issa tornou o gênero acessível a um público maior.

### Shiki
Masaoka Shiki (1867–1902) foi um reformista e modernizador. Um escritor prolífico, apesar de cronicamente doente durante uma parte significante de sua vida. Shiki não gostava dos escritores de haikai 'estereotipados' do século XIX que eram conhecidos pelo termo depreciativo tsukinami, que significa 'mensal', após as reuniões de haikai mensais ou quinzenais no final do século XVIII (neste período do haikai, ele passou a ser conhecido como 'banal' e 'vulgar'). Shiki também criticou Bashō. Como o mundo intelectual japonês na época, Shiki foi fortemente influenciado pela cultura ocidental. Ele era a favor do estilo pictórico de Buson e particularmente do conceito europeu de pintura plein-air, o qual ele adaptou para criar um estilo de haikai como um tipo de esboço da natureza em palavras, uam abordagem chamada de shasei (写生), literalmente 'esboço da vida'. Ele popularizou suas opiniões em colunas de verso e ensaios em jornais.
O hokku, na época de Shiki, mesmo quando aparecia independentemente, era escrito no contexto do renku. Shiki formalmente separou seu novo estilo de verso do contexto da poesia colaborativa. Sendo agnóstico, ele também o separou da influência do budismo. Além disso, ele descartou o termo "hokku" e propôs o termo haiku como uma abreviação da frase "haikai no ku", que significa um verso haikai, embora o termo anteceda Shiki por cerca de dois séculos, quando ele era usado para significar qualquer verso do haikai. Desde então, o "haiku" tem sido o termo geralmente utilizado no japonês a todos os haikus independentes, sem se considerar sua data de composição. O revisionismo de Shiki deu um duro golpe ao renku e as escolas sobreviventes de haikai. O termo "hokku" agora é usado principalmente em seu sentido original de verso de abertura de um renku, e raramente para distinguir o haiku escrito antes da época de Shiki.

### Haibun
Haibun é uma combinação de prosa e haiku, geralmente autobiográfica ou escrita na forma de jornal de viagem.

### Haiga
Haiga é um estilo de pintura japonesa sobre a estética do haikai e geralmente inclui um haiku. Atualmente, os artistas de haiga combinam o haiku com pinturas, fotografias e outras formas de arte.

### Kuhi
A escultura de haikus famosos em pedra natural para tornar os poemas monumentos conhecidos como kuhi (句碑) foi uma prática popular por muitos séculos. A cidade de Matsuyama possui mais de duzentos kuhi.

## Movimento haikai no ocidente
O primeiro ocidental conhecido a ter escrito haikai foi o holandês Hendrik Doeff (1764–1837), que era o comissionário holandês no posto comercial de Dejima, em Nagasaki, durante os primeiros anos do século XIX. Um de seus haikais foi:
| inazuma no kaina wo karan kusamakura | empreste-me seus braços, rápido como trovões, para um descanso em minha jornada |
Embora houvesse mais tentativas fora do Japão de imitar o "hokku" no início do século XX, havia pouco entendimento de seus princípios. Os primeiros estudiosos ocidentais como Basil Hall Chamberlain (1850–1935) e William George Aston eram em sua maioria desconsiderados de valor poético de hokku. Um dos primeiros defensores do hokku em língua inglesa foi o poeta japonês Yone Noguchi. Em "Uma Proposta aos Poetas Americanos", publicado na revista Reader em fevereiro de 1904, Noguchi deu um breve resumo do hokku e alguns de seus próprios esforços em inglês, encerrando com a exortação "Rezem, vocês tentam o hokku japonês, meus poetas americanos!". Por volta da mesma época, o poeta Sadakichi Hartmann estava publicando o hokku em língua inglesa, bem como outras formas japonesas tanto em inglês e francês.
Na França, o haikai foi introduzido por Paul-Louis Couchoud por volta de 1906. Os artigos de Couchoud foram lidos por um dos primeiros teóricos imagistas F. S. Flint, que transmitiu as ideias (um tanto idiossincráticas) de Couchoud para outros membros do Clube de Poetas proto-imagista como Ezra Pound. Amy Lowell fez uma viagem para Londres para encontrar com Pound e descobrir o haikai. Ela retornou aos Estados Unidos onde trabalhou para divulgar a outros esta "nova" forma. O haikai posteriormente teve uma influência considerável nos imagistas na década de 1910, principalmente em "In a Station of the Metro" de Pond em 1913, mas apesar dos vários esforços de Yone Noguchi para explicar o "espírito do haikai", havia ainda pouco entendimento sobre a forma e sua história.

### Blyth
R.H. Blyth foi um inglês que viveu no Japão. Ele produziu uma série de obras sobre zen, haikai, senryū e sobre outras formas de literatura japonesa e asiática. Em 1949, com a publicação no Japão do primeiro volume de 'Haiku, a obra de quatro volumes de Blyth, os haikais foram introduzidos ao mundo pós-guerra dos falantes de inglês. Esta série de quatro volumes (1949-52) descrevia o haikai do período pré-moderno até Shiki. A History of Haiku (História do Haiku) (1964) de Blyth, em dois volumes, é considerado como um estudo clássico de haikai. Atualmente Blyth é conhecido como o principal intérprete do haikai para falantes de inglês. Suas obras estimularam a escrita do haikai em inglês.

### Yasuda
O estudioso e tradutor nipoamericano Kenneth Yasuda publicou The Japanese Haiku: Its Essential Nature, History, and Possibilities in English, with Selected Examples em 1957. O livro inclui traduções do japonês e poemas originais de sua autoria em inglês, que haviam anteriormente aparecido em seu livro intitulado A Pepper-Pod: Classic Japanese Poems together with Original Haiku.Nesse livros, Yasuda apresentou uma teoria crítica sobre o haikai, à qual ele adicionou comentários sobre poesia haikai por poetas e críticos do início do século XX. Suas traduções aplicam uma contagem de sílaba 5-7-5 em inglês, com a primeira e terceira linha rimando. Yasuda considerava que o haikai traduzido para o inglês deveria utilizar todos os recursos poéticos da língua. A teoria de Yasuda também inclui o conceito de um "momento haikai" baseado na experiência pessoa, e fornece a motivação para escrever um haikai. Sua noção do momento haikai influenciou outros escritores de haikai na América de Norte, muito embora a noção não seja amplamente promovida no haikai japonês.

## Mundo
No início do século XXI, havia uma comunidade próspera de poetas haikai no mundo, principalmente comunicando através de sociedades e jornais nacionais e regionais no Japão, nos países falantes de inglês (incluindo Índia), no norte da Europa (principalmente Suécia, Alemanha, França, Bélgica e Holanda), no sudeste europeu e Europa central (principalmente Croácia, Eslovênia, Sérvia, Bulgária, Polônia e Romênia) e na Rússia. Os jornais de haikai publicados no sudeste europeu incluem Letni časi (Eslovênia), Vrabac (Croácia), Haiku Novine (Sérvia), e Albatros (Romênia).
O presidente do Conselho Europeu, Herman Van Rompuy, é um famoso haijin e conhecido como “Haiku Herman”. Ele publicou um livro de haiku em abril de 2010.
No início do século XX, o vencedor do Nobel Rabindranath Tagore compôs haikai em Bengali. Ele também traduziu alguns do japonês. Em gujarati, Jhinabhai Desai 'Sneharashmi' popularizou o haiku e permaneceu como um popular escritor de haikai. Em fevereiro de 2008, o Festival Mundial de Haiku ocorreu em Bangalore, reunindo haijin (俳人, poetas haiku) de toda a Índia e Bangladesh, bem como Europa e Estados Unidos. No sul da Ásia, alguns outros poetas também escrevem haikai de tempos em tempos, incluindo o poeta paquistanês Omer Tarin, que também é ativo no movimento pelo desarmamento nuclear e alguns de seus ‘Hiroshima Haiku’ foram lidos em várias conferências de paz no Japão e no Reino Unido.
Alguns grupos, como a Associação Internacional de Haiku, tentam promover intercâmbios entre os poetas haiku japoneses e estrangeiros.

## Haikai no Brasil
Segundo Goga (1988), o primeiro autor brasileiro de Haikai foi Afrânio Peixoto, em 1919, através de seu livro Trovas Populares Brasileiras, onde prefaciou suas impressões a respeito do poema japonês: 
“Os japoneses possuem uma forma elementar de arte, mais simples ainda que a nossa trova popular: é o haikai, palavra que nós ocidentais não sabemos traduzir senão com ênfase, é o epigrama lírico. São tercetos breves, versos de cinco, sete e cinco pés, ao todo dezessete sílabas. Nesses moldes vazam, entretanto, emoções, imagens, comparações, sugestões, suspiros, desejos, sonhos... de encanto intraduzível.”
Quem o popularizou, porém, foi Guilherme de Almeida, com sua própria interpretação da rígida estrutura de métrica, rimas e título. Publicou o artigo de revista Os Meus Haicais em 1937 e a coleção Poesia Vária em 1947, apesar dela não ser exclusivamente de haikais. No esquema proposto por Almeida, o primeiro verso rima com o terceiro, e o segundo verso possui uma rima interna (A 2ª sílaba rima com a 7ª sílaba). A forma de haikai de Guilherme de Almeida ainda tem muitos praticantes no Brasil.
Outra corrente do haikai brasileiro é a tradicionalista, promovida inicialmente por imigrantes ou descendentes de imigrantes japoneses, como H. Masuda Goga e Teruko Oda. Esta corrente define haikai como um poema escrito em linguagem simples, sem rima, estruturado em três versos que somem dezessete sílabas poéticas; cinco sílabas no primeiro verso, sete no segundo e cinco no terceiro.
Como fonte nipônica do ainda haiku, em sua forma original, Goga atribui aos imigrantes japoneses, começando com a chegada do navio Kasato Maru ao porto de Santos em 18 de junho de 1908. Nele estava Shuhei Uetsuka (1876-1935), um bom poeta de haiku, conhecido como Hyôkotsu. Consta ter sido a sua primeira produção, momentos antes de chegar ao porto de Santos, o seguinte haiku:
A nau imigrante
chegando: vê-se lá do alto
a cascata seca.
Foi na década de 1930 que aconteceu o intercâmbio e difusão do haiku entre haicaístas japoneses e brasileiros, constituindo-se, assim, outro caminho do haikai no Brasil. Foi naquela década também que apareceu a mais antiga coletânea de haikais chamada simplesmente Haikais, de Siqueira Júnior, publicada em 1933 e composta de 56 haikais. Fanny Luíza Dupré foi a primeira mulher a publicar um livro de haikais, em fevereiro de 1949, intitulado Pétalas ao Vento – Haicais.
As rotas do haikai no Brasil podem ser resumidas cronologicamente da seguinte forma:
- Em 1879, através do livro Da França ao Japão, de Francisco Antônio Almeida.
- Em 1908, através da chegada dos imigrantes japoneses ao porto de Santos.
- Em 1919, através do livro Trovas Populares Brasileiras de Afrânio Peixoto.
- Em 1926, através do cultivo e difusão do haiku dentro da colônia por Keiseki e Nenpuku.
- Na década de 1930, através do intercâmbio entre haicaístas japoneses e brasileiros, principalmente pelo próprio H. Masuda Goga com o fluminense de Miracema, Luis Antônio Pimentel - que vivera no Japão durante 5 anos e fora locutor da Rádio de Tóquio, onde publicou o livro Namida no Kitô.[40]
- Em 1983, Paulo Leminski escreveu uma biografia de Matsuô Bashô. Também publicou diversos haikais.

Com a ambientação e a difusão do haiku em língua portuguesa, algumas correntes de opinião  sobre este se formaram: 
- A corrente dos defensores do conteúdo do haiku;
- A corrente dos que atribuem importância à forma;
- A corrente dos admiradores da importância do kigo.

Os defensores do conteúdo do haiku são aqueles que consideram algumas características do poema peculiares, como a concisão, a condensação, a intuição e a emoção, que estão ligadas ao zen-budismo. Oldegar Vieira é um haicaísta que aderiu a essa corrente.
Os que consideram a forma (teikei) a mais importante seguem a regra das 17 sílabas poéticas (5-7-5). Guilherme de Almeida não só aderiu a essa corrente como criou uma forma peculiar de compor os seus poemas chamados de haikais “guilherminos”. Abaixo, a explicação da forma conforme o gráfico que o próprio Guilherme elaborou:
_______________ X 

___ O ______________ O

_______________ X

Além de rimar o primeiro verso com o terceiro e a segunda sílaba com a sétima do segundo verso, Guilherme dava título aos seus haikais. Exemplo:
Histórias de algumas vidas
Noite. Um silvo no ar,
Ninguém na estação. E o trem
passa sem parar.
Os admiradores da importância do kigo respeitam em seus haikais o termo ou palavra que indique a estação do ano. Jorge Fonseca Júnior é um deles. Apesar de existirem essas distinções retratadas aqui como correntes, nomes como os de Afrânio Peixoto, Luis Antônio Pimentel, Millôr Fernandes, Guilherme de Almeida, Waldomiro Siqueira Júnior, Jorge Fonseca Júnior, José Maurício Mazzucco, Wenceslau de Moraes, Oldegar Vieira, Osman Matos, Abel Pereira, Fanny Luíza Dupré, Martinho Brüning, Paulo Leminski, Alice Ruiz (que viaja pelo país conduzindo workshops sobre o assunto) são importantes na história do haikai no Brasil.

## Escritores famosos do Japão

### Período pré-Shiki
- Arakida Moritake (1473-1549)
- Matsuo Bashō (1644-1694)
- Nozawa Bonchō (c. 1640-1714)
- Takarai Kikaku (1661-1707)
- Ueshima Onitsura (1661-1738)
- Yokoi Yayū (1702-1783)
- Fukuda Chiyo-ni (1703-1775)
- Yosa Buson (1716-1783)
- Ryokan Taigu (1758-1831)
- Kobayashi Issa (1763-1827)

### Shiki e posteriores
- Masaoka Shiki (1867-1902)
- Kawahigashi Hekigotō (1873-1937)
- Takahama Kyoshi (1874-1959)
- Samukawa Sokotsu (1875-1954)
- Taneda Santōka (1882-1940)
- Ozaki Kōyō (1882-1926)
- Ogiwara Seisensui (1884-1976)
- Natsume Sōseki (1867-1916)
- Ryunosuke Akutagawa (1892-1927)